# Damm, Parchim
Damm är en ortsteil i kommunen Parchim i distriktet Ludwigslust-Parchim i förbundslandet Mecklenburg-Vorpommern i Tyskland. Damm, Parchim var en kommun fram till 25 maj 2014 när den uppgick i Parchim. Kommunen Damm hade 500 invånare 2014.